# Jukka Keskisalo
Jukka Pekka Sakari Keskisalo (Varkaus, 27 marzo 1981) è un siepista finlandese.
A 22 anni partecipò ai Campionati del mondo di atletica leggera 2003 a Parigi, realizzando un tempo di 8'17"72, senza però riuscire a salire sul podio.
Agli Europei del 2006 a Göteborg vinse  l'oro nei 3000 m siepi davanti allo spagnolo Josè Luis Blanco ed al francese Bouabdellah Tahri. Ciò gli valse il titolo di miglior sportivo finlandese dell'anno 2006, davanti alla sciatrice Tanja Poutiainen, il lanciatore del giavellotto Tero Pitkämäki ed il pilota di Formula 1 Kimi Räikkönen.

## Palmarès
| Anno | Manifestazione  | Sede     | Evento       | Risultato | Prestazione | Note |
| ---- | --------------- | -------- | ------------ | --------- | ----------- | ---- |
| 2006 | Europei         | Göteborg | 3000 m siepi | Oro       | 8'24"89     |      |
| 2009 | Mondiali        | Berlino  | 3000 m siepi | 8º        | 8'14"47     |      |
| 2011 | Mondiali        | Taegu    | 3000 m siepi | Batteria  | 8'31"52     |      |
| 2012 | Giochi olimpici | Londra   | 3000 m siepi | dnf       | dnf         |      |
| 2014 | Europei         | Zurigo   | 3000 m siepi | 6º        | 8'32"70     |      |

## Altre competizioni internazionali
2006
- 4º in Coppa del mondo ( Atene), 3000 m siepi - 8'29"42